# Catillac
La Catillac est une variété ancienne de très grosse poire à cuire.

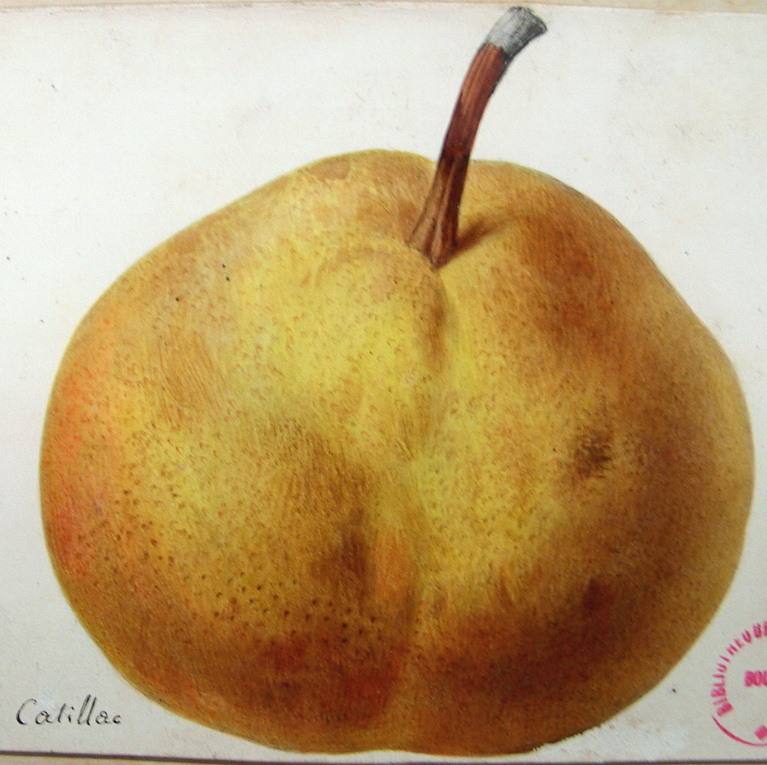
Catillac issue du Verger français d'Alphonse Mas.

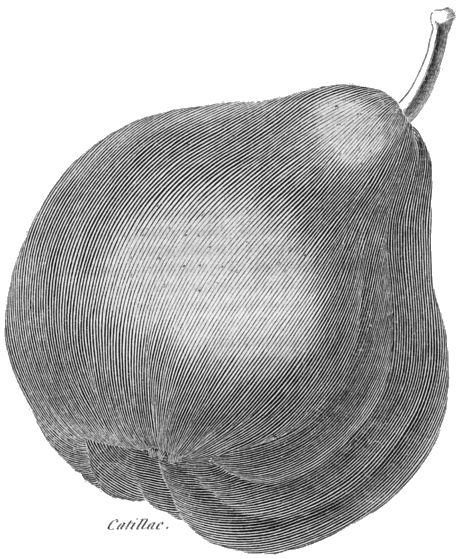
Dans le Cours d'agriculture de François Rozier.

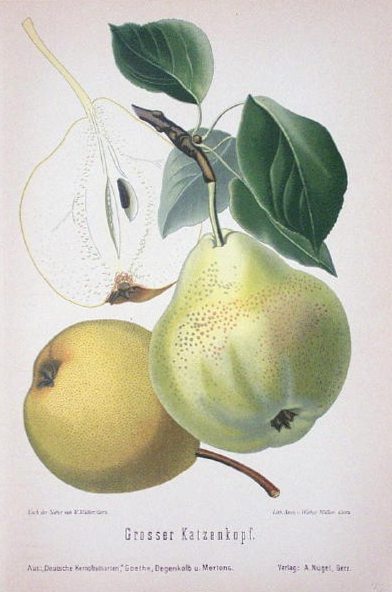
Vue par Rudolf Goethe, 1894.

## Synonymes
C'est une des variétés qui a porté le plus de noms différents, faisant souvent allusion à sa grosseur : elle présente donc, à ce titre, un intérêt particulier.
- Cadillac.
- Gros monarque,
- Chartreuse,
- Grosser französischer Katzenkopf (Grosse tête de chat française),
- De citrouille,
- De tout-temps,
- De Péquigny,
- Grand-Mogol,
- Grand Monarque,
- Grand-Tamerlan,
- Gratiole ronde,
- Tête de chat,
- Téton de Vénus,
- Bon-Chrétien d'Amiens,
- Poire monstre,
- Gros-Gilot,
- De Bell,
- Admirable des Chartreux,
- Besi des Marais,
- Cotillard,
- Gros Thomas,
- Monstrueuse des Landes,
- Quenillac[1].

## Origine
Existe déjà en 1650.
Vraisemblablement originaire de Cadillac en Gironde, cette poire est citée en 1665 par Nicolas de Bonnefond dans "Le jardinier français".

## Description

### Arbre
Les rameaux sont gros, assez longs, coudés, brun roux.
Des yeux, gros, courts, coniques, sont peu écartés du rameau.

### Fruit

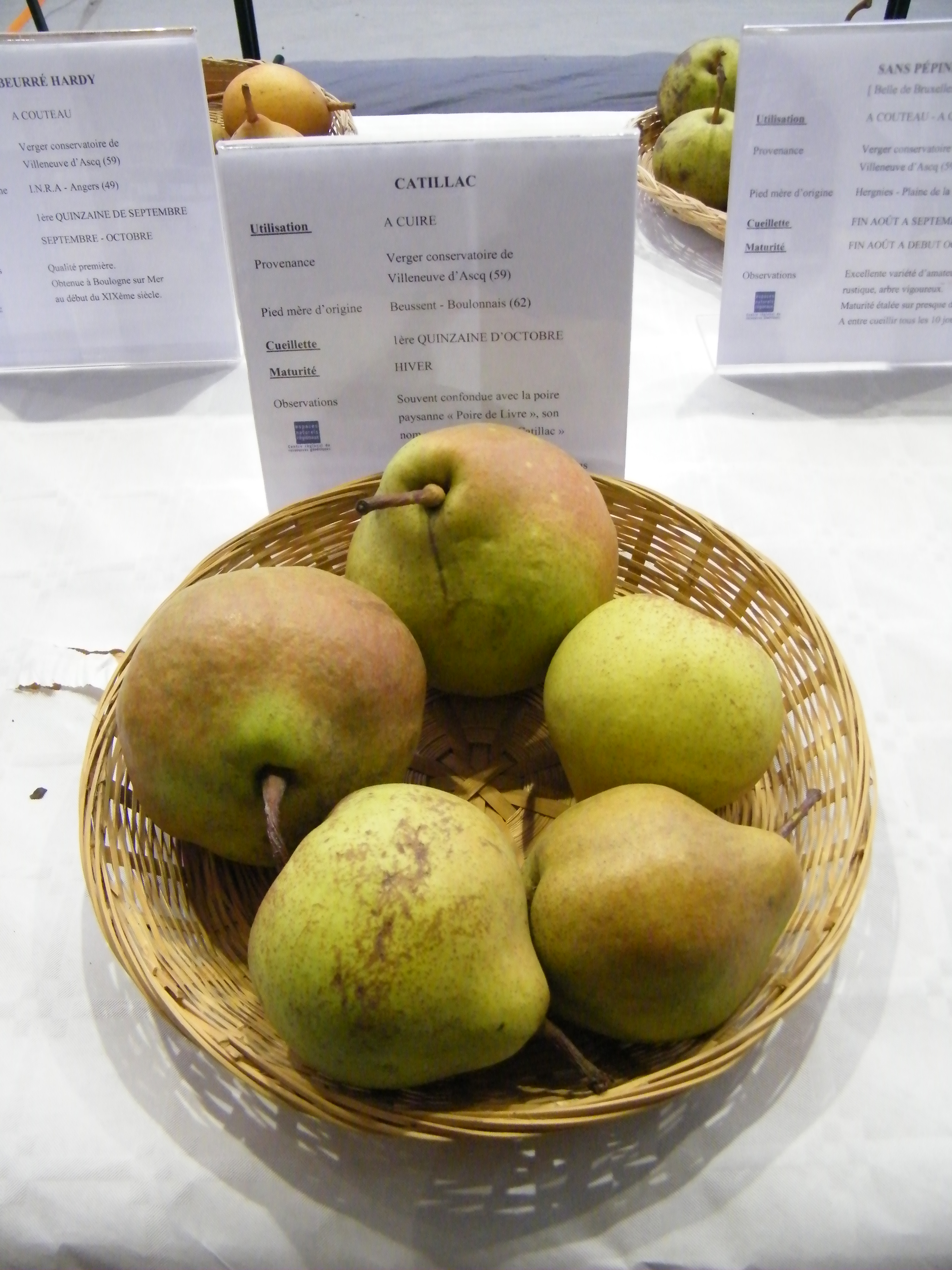

Le fruit est très gros, turbiné, ventru, obtus tronqué à la base, aussi large que haut.
Son épiderme est rude, épais. jaune doré au soleil, largement levé de fauve, pointillé de gris, marbré de rouille et rarement teinté de rouge sombre.
Le pédicelle, de longueur et de force moyennes, arqué est implanté obliquement dans une cavité profonde, étroite et mamelonnée.
Son œil, grand, clos ou mi-clos est inséré dans une cavité large, assez profonde, plissée et bosselée sur les bords.
D'une chair blanche, assez grossière, cassante, grenue, peu sucrée, peu juteuse, acidulée et même âpre, elle est peu parfumée.
Qualité : assez bonne, uniquement à cuire.
Maturité : janvier à mai.
C'est un fruit à cuire.

## Culture
L'arbre, greffé sur franc et dirigé sur tige, forme une tête arrondie, qu'on ne taille pas. Il suffit d'éclaircir pour éviter la confusion des branches. Greffé sur cognassier, on l'élève en pyramide. La taille et le pincement seront courts.
Il se plaît aux expositions éclairées, abritées, dans les sols argilo-siliceux, frais et très substantiels. Les fruits récoltés sur tige sont gros. Ceux récoltés sur formes naines vigoureuses et bien dirigées pèsent fréquemment un kilogramme.
Cette variété est peu sujette à la tavelure et au chancre ; par contre, les fruits sont particulièrement attaqués par le ver des pommes. Il sera donc nécessaire, surtout en plein vent, de faire quelques pulvérisations arsenicales après la floraison.